# Oban Star-Racers
Oban Star Racers är en japansk/fransk anime influerad animerad tv-serie som började sändas 2006. 

## Handling
Serien utspelas år 2082 där en tjej som heter Molly(Eva), som har bott på ett barnhem i 10 år sen hennes mamma dog och hennes far lämnade henne där. Nu har hon fått nog av barnhemmet och rymmer därifrån på sin moped. Det hon inte vet är att så fort hon rymmer kommer hon vara med om det största äventyret som man kan föreställa sig.